# Paul Isaïe Valframbert
Paul Isaïe Valframbert, né le 22 octobre 1761 au Mans (Sarthe), mort après le 21 janvier 1802, est un général de brigade de la Révolution française.

## États de service
De 1785 à 1793, il est secrétaire du commissariat à la guerre de la ville du Mans. Chef du bataillon Saint-Benoit, puis commandant de la Garde nationale du Mans, il est nommé adjudant-général chef de bataillon le 14 octobre 1793.
Affecté à l’armée des côtes de l’Océan, il est promu général de brigade le 28 novembre 1793. Il est suspendu de ses fonctions et arrêté le 25 janvier 1794, accusé de ne pas avoir accompli sa mission à l'abbaye de Charmant, d'avoir tenu des propos séditieux à l'auberge du Louvre à Laval et d’avoir caché des prêtres et des gentilshommes. Il est emprisonné à la tour de la Montagne, à Rennes.
Acquitté et libéré de prison le 15 janvier 1795, il est remis en activité avec le grade d’adjudant-général chef de bataillon. Le 21 janvier 1802, il est autorisé à partir pour Saint-Domingue, et il ne donna plus signe de vie depuis.

## Sources
- (en) « Generals Who Served in the French Army during the Period 1789 - 1814: Eberle to Exelmans »
- (pl) « Napoléon.org.pl »
- La Province de Maine, 1958, p. 173.
- Georges Six, Dictionnaire biographique des généraux & amiraux français de la Révolution et de l'Empire (1792-1814), Paris : Librairie G. Saffroy, 1934, 2 vol., p. 524